# David-Jonas Frei
David-Jonas Frei (* 1985 in Basel) ist ein Schweizer Schauspieler und Drehbuchautor.

## Leben
2004 spielte Frei seine erste Rolle an den Salzburger Festspielen in dem Stück Edward II. von Christopher Marlowe unter der Regie von Sebastian Nübling, danach spielte er in der Spielzeit 2004/2005 im Theater Basel Rollen in mehreren Stücken u. a in Aufstieg und Fall der Stadt Mahagonny. 2006 bis 2009 absolvierte er am Michael Tschechow Studio Berlin eine Schauspielausbildung, danach spielte er u. a in der Spielzeit 2010/11 am Theater Koblenz die Titelrolle des Dorian Gray im gleichnamigen Stück von Oscar Wilde, den Ferdinand in Kabale und Liebe von Friedrich Schiller und Lysander von William Shakespeare im Sommernachtstraum. Letztgenanntes Stück wurde in Koblenz zusätzlich im Rahmen der Bundesgartenschau (BUGA 2011) im Kurfürstlichen Schlossgarten in  Koblenz open air uraufgeführt. 2014 spielte er in der Sat1-Krimiserie In Gefahr die Episodenhauptrolle des Kommissars Wuttke.
Danach zog er für die Spielzeit 2016/17 nach Großbritannien und spielte dort in London, Belfast, Oxford über 400 Vorstellungen. 2018 kehrte er zurück in den deutschsprachigen Raum und spielte in Wien in Shakespeares Viel Lärm um Nichts den Don Pedro. Bei den 14,15 und 16. Ausgabe des Filmfestivals the new berlin film award führte er als Moderator, ebenso bei der Berlinale 2018, durch die Veranstaltung. Im Sommer 2019 verkörperte er in Leipzig den Romeo in Romeo und Julia von Shakespeare in der Komödie Leipzig. Seit Anfang 2020 bis Ende 2022 ist er mit der Theaterproduktion Ein Hauch von Frühling von Samuel A. Taylor mit dem Tourneetheater Fürth in Deutschland, Österreich und der Schweiz unterwegs. 2022 wurde sein selbstproduzierter Spielfilm Schlechte Helden mit ihm in der Hauptrolle auf Amazon Prime veröffentlicht.
2023 übernahm Frei bei Karl-May-Spielen die Rolle des Bösewichts Rattler. Im Jahr 2024 verfasste und inszenierte er das Musiktheaterstück „Ganz Paris lebt von der Liebe“, in dem er ebenfalls auftritt. Unter anderem spielt Stefanie Hertel eine der Hauptrollen. Zu den Spielorten gehören das Capitol in Mannheim, das Theater Greifswald und das Theater der Hansestadt Wismar.
Frei ist Mitglied im Bundesverband Schauspiel (BFFS).
Frei lebt seit 2006 in Berlin-Kreuzberg.

## Filmografie (Auswahl)
- 2022: Schlechte Helden (Kinofilm)
- 2016: Terra X
- 2016: Ein starkes Team
- 2022: Room 128
- 2022: Gute Zeiten, schlechte Zeiten (Fernsehserie)